# Girolamo Francesco Zanetti
Girolamo Francesco Zanetti (* 1713 in Venedig; † 16. Dezember 1782 in Padua) war ein italienischer Altertumskundler, Philologe, Numismatiker und Historiker.

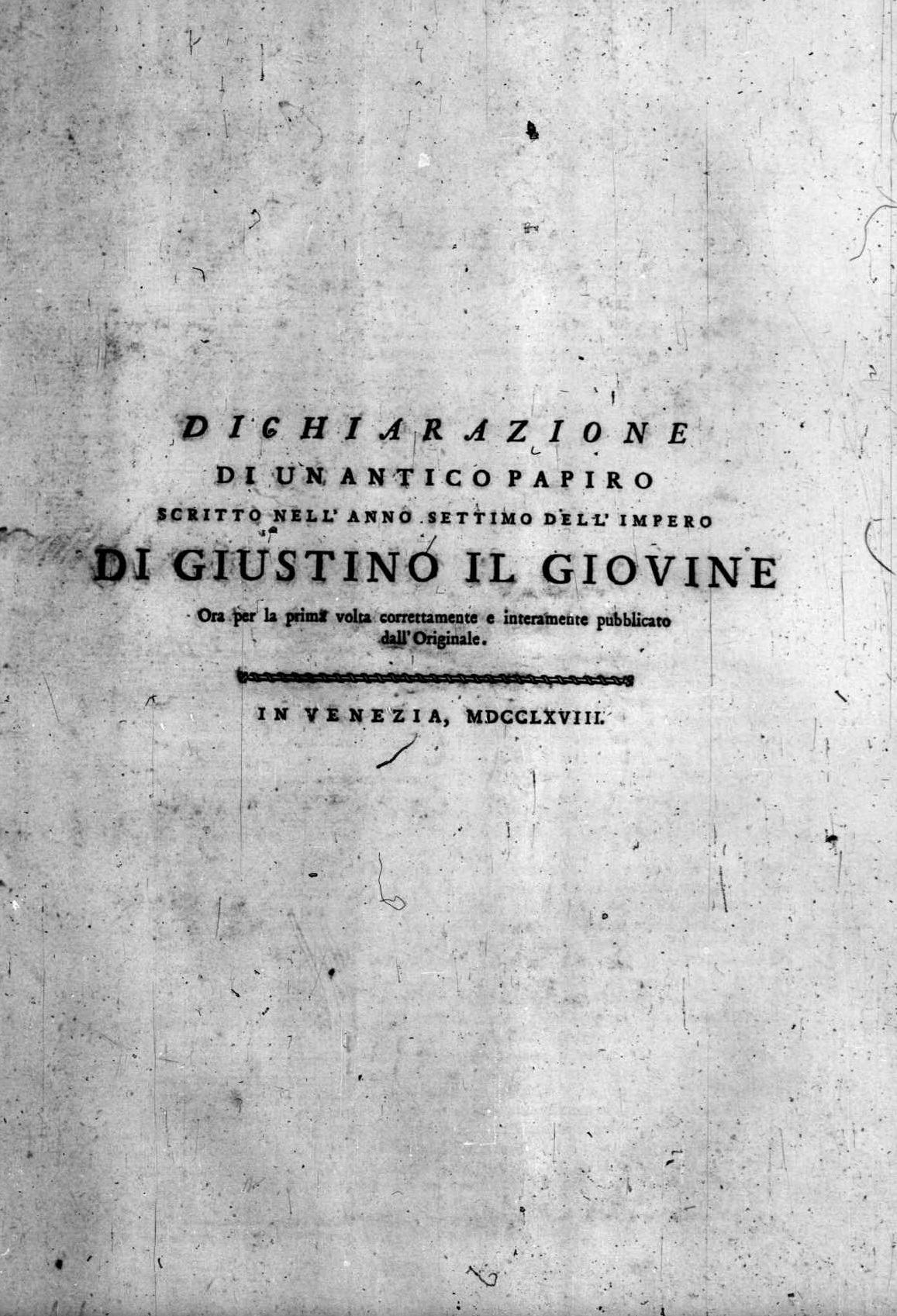
Dichiarazione di un antico papiro scritto nell'anno settimo dell'impero di Giustino il giovine, 1768

Zanetti erwarb schon früh sehr gute Kenntnisse in den alten Sprachen, befasste sich zudem mit Archäologie und Numismatik. Er war als Professor für Jura sowie Griechisch und Latein an der Universität Padua tätig. 1750 erschien sein erstes Werk, eine numismatische Arbeit, die ihn sogleich bekannt machte. 1765 brachte er als erster eine der ältesten Chroniken Venedigs, das von ihm als Chronicon Venetum bezeichnete Werk des Johannes Diaconus, heraus. Der Titel des Werkes ist unklar. So wurde die Chronik auch als Chronicon Altinate, Chronicon Venetum oder Istoria Veneticorum, aber auch als Chronica Veneta bezeichnet, bis die Autorenschaft des Johannes Diaconus allgemeine Anerkennung fand, auch als Sagornina.

## Schriften (Auswahl)
- Dell'origine e della antichità della moneta viniziana ragionamento, Stamperia Albrizzi, Venedig 1750. (Digitalisat)
- Nuova trasfigurazione delle lettere etrusche, ohne Ort 1751. (Digitalisat)
- mit Angelo Calogerà: Memorie per servire all'istoria letteraria, 1753–1759.
- Due antichissime greche inscrizioni spiegate, Venedig 1755. (Digitalisat)
- Dell'origine di alcune arti principali apresso i Viniziani libri due, Stefano Orlandini, Venedig 1758. (Digitalisat)
- Osservazioni intorne ad un papiro di Ravenna e ad alcune antichissime pergamene Viniziane ora per la prima volta publicate, Gasparo Girardi, Venedig 1761. (Digitalisat)
- Chronicon venetum omnium quae circumferuntur vetustissimum et Johanni Sagornino vulgo tributum e mss. codice Apostoli Zeno. V. Cl. nunc primum cum mss. codicibus vaticanis collatum notisque illustratum in lucem profert H. Fr. Zanetti, Venedig 1765. (Digitalisat)
- Dichiarazione di un antico papiro scritto nell'anno settimo dell'impero di Giustino il giovine. Venedig 1768 (italienisch, beic.it).